# Delano Rigters
Delano Lloyd Rigters (Coronie District, Surinam; 31 de diciembre de 1956) es un exjugador de fútbol internacional de Surinam.
Pasó 16 años con Robinhood, terminando como el máximo goleador de la liga en cuatro ocasiones. También ayudó a su club a ganar diez títulos nacionales, habiendo llegado a la final de la Copa de Campeones de la Concacaf en tres ocasiones.

## Trayectoria
Rigters nació en 1956 en el distrito de Coronie, Surinam, donde se unió al Racing Club Coronie local a los 12 años. Cuando era niño ya se le permitía jugar partidos con el primer equipo y había ganado el campeonato del distrito en algunas ocasiones antes de mudarse a la capital Paramaribo para unirse a las filas juveniles del SV Voorwaarts.

### Voorwaarts
En 1972, Rigters asistió a la Escuela Técnica, donde vivía en Latour. Se unió a las filas juveniles de S.V. Voorwaarts, afirmando su voluntad de integrar a los juveniles en la selección como su razón para unirse al club.
Progresando en las filas, Rigters debutó con el primer equipo en 1974 jugando su primera temporada completa en el SVB Hoofdklasse a los 18 años. Un año después fue llamado al servicio militar, lo que lo obligó a separarse de su club.

### MVV
Durante su servicio jugó para el Militaire Voetbal Vereniging (equipo nacional del ejército) durante dos temporadas. La primera temporada 1976 vio a MVV ganar el título de SVB Eerste Klasse invicto, ascendiendo así al SVB Hoofdklasse.
La temporada siguiente Rigters ganó una atención generalizada por sus habilidades para marcar goles. Fue el único jugador de MVV que fue convocado para jugar con la selección nacional en su campaña de clasificación para la Copa Mundial de la FIFA 1978, donde jugó con jugadores como Edwin Schal, Frits Purperhart y Roy Vanenburg.

### Robinhood
En 1976, Rigters se unió al S.V. Robinhood justo después de que el equipo regresara de un viaje a Holanda, donde perdió ante el AFC Ajax por 4-3 y derrotó al HFC Haarlem por 3-1.
Rigters se encontró jugando con gente como Roy George, Arnold Miller, Wilfred Garden, Remie Olmberg, Errol Emanuelson, Milton Lieveld, Harold Held en Roy y John Castillon. Como parte de uno de los mejores equipos en la historia del fútbol de Surinam, Rigters ganó 10 campeonatos nacionales con el club en los años 1979 y 1989, dejando solo el título nacional de 1982 a S.V. Leo Victor. Fue en Robinhood donde a Rigters se le dio el sobrenombre de "DC-10", el nombre del avión a reacción McDonnell Douglas DC-10.
En la primera temporada de Rigters con el club, Robinhood ganaría títulos nacionales consecutivos y también llegaría a la final de la Copa de Campeones de la Concacaf 1976, terminando segundo detrás del Águila de El Salvador, perdiendo 8-2 en el marcador global en la final.
En 1977, ayudó a Robinhood a llegar a la final de la Copa de Campeones de la Concacaf de 1977 por segunda vez consecutiva, donde se enfrentaron al Club América de México, perdiendo 2-1 en el marcador global.
En 1982, ayudó a Robinhood a regresar a un segundo lugar en la Copa de Campeones de la Concacaf de 1982, donde se enfrentaron a Pumas UNAM de México en la final, perdiendo 3-2 en el marcador global. En 1983 el equipo regresó a las finales de la Copa de Campeones de la Concacaf de 1983, donde se enfrentaron al C.F. Atlante de México en la final, perdiendo 6-1 en el marcador global. Fue la quinta vez que Rigters llegó a la final de la competencia sin levantar la copa.
En julio de 1986, Rigters viajó a Holanda para jugar partidos amistosos en los entrenamientos de pretemporada. Robinhood perdió ante SBV Excelsior 1-0 y Kleurrijk 2-1, mientras derrotaba al PEC Zwolle 2-1 y empataba con HFC Haarlem 1-1 y FC Volendam 3-3. El partido final contra el Ajax se perdió 5-2.
Durante su mandato con Robinhood, ayudó al equipo a ganar títulos nacionales en 1979, 1980, 1981, 1983, 1984, 1985, 1986, 1987, 1988, 1989 y fue el máximo goleador de la liga en 1984, 1987, 1988, 1989. El último premio al máximo goleador fue compartido con Maikal Peel. Emigró a Países Bajos en 1990 y es recordado como uno de los mejores futbolistas de la historia del país.

### Real Sranang
Después de mudarse a Ámsterdam, Holanda, Rigters jugó para el Real Sranang en el Vierde Klasse de fútbol amateur en Holanda durante una temporada, jugando en el equipo con Errol Emanuelson, Guno Zorgvol, Ronald Amelo, Jules Polanen y Ryan Bindraba, todos ex jugadores en Surinam, antes de que finalmente se retirara del deporte.

## Selección nacional
Rigters jugó para la selección nacional de Surinam durante casi la totalidad de su carrera profesional, excepto durante un período en 1978 en el que no fue convocado por el técnico holandés Rob Groener.
Jugó su primer torneo internacional importante en 1977 en México para la campaña de clasificación para la Copa del Mundo de 1978. Hizo su debut con el primer equipo el 14 de noviembre de 1976 en un empate 1-1 contra Trinidad y Tobago en el Estadio Nacional de Paramaribo.
Marcó su primer gol con la selección nacional el 18 de septiembre de 1977 contra este mismo país, anotando el primer gol en la victoria por 2-1 en casa. También jugó en la campaña de clasificación para la Copa Mundial de 1986, así como en el Campeonato CFU de 1979 y la clasificación de la Copa del Caribe de 1990.

### Goles internacionales
| Gol | Fecha                   | Estadio                                 | Adversario        | Puntuación | Resultado | Competición                                   |
| --- | ----------------------- | --------------------------------------- | ----------------- | ---------- | --------- | --------------------------------------------- |
| 1.  | 8 de octubre de 1977    | Estadio Universitario, Monterrey        | Guatemala         | 2-2        | 2-3       | Clasificación para la Copa Mundial de 1978    |
| 2.  | 15 de noviembre de 1979 | Estadio Nacional de Surinam, Paramaribo | Trinidad y Tobago | 1-0        | 3-0       | Copa de Naciones de la CFU 1979               |
| 3.  | 29 de abril de 1990     | Estadio André Kamperveen, Paramaribo    | Guyana            | 4-0        | 5-0       | Clasificación para la Copa del Caribe de 1990 |

## Clubes
| Club         | País         | Año       |
| ------------ | ------------ | --------- |
| Voorwaarts   | Surinam      | 1974-1975 |
| MVV          | Surinam      | 1975-1976 |
| Robinhood    | Surinam      | 1976-1990 |
| Real Sranang | Países Bajos | 1990-1991 |

## Palmarés

### Títulos nacionales
| Título        | Equipo    | País    | Año  |
| ------------- | --------- | ------- | ---- |
| Eerste Klasse | Militaire | Surinam | 1976 |
| Hoofdklasse   | Robinhood | Surinam | 1979 |
| Hoofdklasse   | Robinhood | Surinam | 1980 |
| Hoofdklasse   | Robinhood | Surinam | 1981 |
| Hoofdklasse   | Robinhood | Surinam | 1983 |
| Hoofdklasse   | Robinhood | Surinam | 1984 |
| Hoofdklasse   | Robinhood | Surinam | 1985 |
| Hoofdklasse   | Robinhood | Surinam | 1986 |
| Hoofdklasse   | Robinhood | Surinam | 1987 |
| Hoofdklasse   | Robinhood | Surinam | 1988 |
| Hoofdklasse   | Robinhood | Surinam | 1989 |

### Distinciones individuales
| Distinción                        | Año  |
| --------------------------------- | ---- |
| Máximo goleador de la Hoofdklasse | 1984 |
| Máximo goleador de la Hoofdklasse | 1987 |
| Máximo goleador de la Hoofdklasse | 1988 |
| Máximo goleador de la Hoofdklasse | 1989 |